# Sint-Pieterskerk (Ouren)

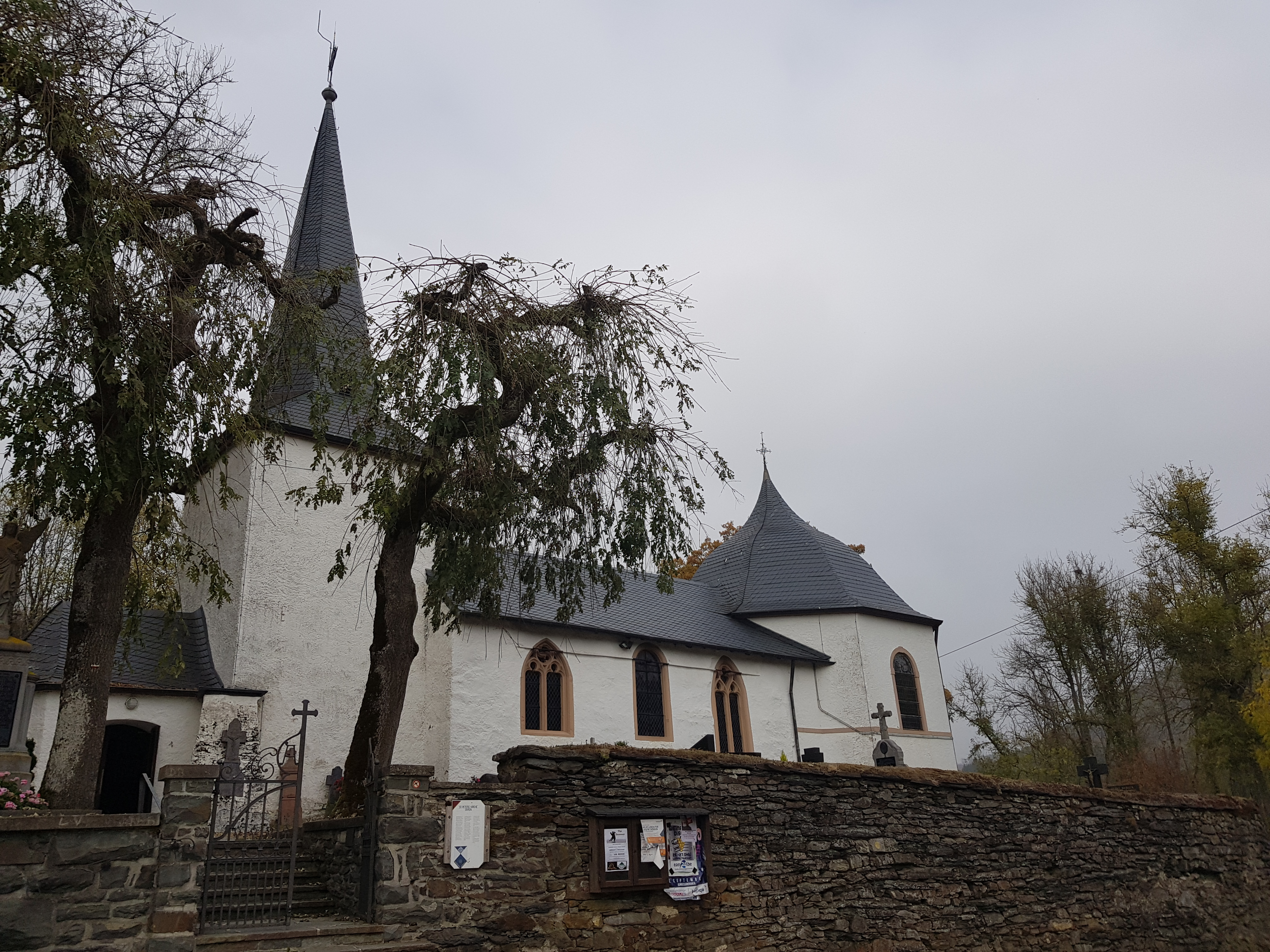
Sint-Pieterskerk

De Sint-Pieterskerk is een kerkgebouw in Ouren in de Belgische gemeente Burg-Reuland. De kerk staat in Peterskirchen, een gehucht ten noordoosten van Ouren aan de overzijde van de rivier de Our die rond het gehucht heen meandert. Tegenover de kerk ligt aan de overzijde van de weg de pastorie. Rond de kerk ligt het ommuurde kerkhof.
Op minder dan anderhalve kilometer naar het westen en zuiden ligt Luxemburg en op een kilometer naar het oosten ligt Duitsland.

## Geschiedenis
In 1337 werd de kerk reeds genoemd.
In de 15e eeuw zijn de openingen van het schip verbouwd en kreeg het een geribd gewelf.
In de 18e eeuw werd het achthoekige koor en het ingangsportaal gebouwd.
In 1912 bouwde men een sacristie.

## Gebouw
Het kerkgebouw bestaat uit een romaanse westtoren met ingesnoerde torenspits, een eenbeukig schip met drie traveeën en een achtzijdig koor dat breder is dan het schip. Het koor wordt gedekt door een klokvormige torenspits en het schip met ribgewelf door een zadeldak. Tegen het koor is in het noordoosten een sacristie aangebouwd. Het gehele gebouw is witgekalkt.